# Борщівник велетенський
Борщівни́к велетенський (інколи Пастернак коров'ячий або Пушку, Heracleum maximum) — єдиний представник роду борщівник рідний для Північної Америки.
Його класифікація викликала деякі труднощі, тому авторитетні джерела класифікують його як Heracleum maximum, Heracleum lanatum, H. linatum, H. sphondylium subsp. montanum, або H. sphondylium var. linatum. Класифікація, надана тут, приведена за даними NCBI.